# PPP1R3C
PPP1R3C (англ. Protein phosphatase 1 regulatory subunit 3C) – білок, який кодується однойменним геном, розташованим у людей на короткому плечі 10-ї хромосоми. Довжина поліпептидного ланцюга білка становить 317 амінокислот, а молекулярна маса — 36 445.
| 10         |  | 20         |  | 30         |  | 40         |  | 50         |
| ---------- |  | ---------- |  | ---------- |  | ---------- |  | ---------- |
| MSCTRMIQVL |  | DPRPLTSSVM |  | PVDVAMRLCL |  | AHSPPVKSFL |  | GPYDEFQRRH |
| FVNKLKPLKS |  | CLNIKHKAKS |  | QNDWKCSHNQ |  | AKKRVVFADS |  | KGLSLTAIHV |
| FSDLPEEPAW |  | DLQFDLLDLN |  | DISSALKHHE |  | EKNLILDFPQ |  | PSTDYLSFRS |
| HFQKNFVCLE |  | NCSLQERTVT |  | GTVKVKNVSF |  | EKKVQIRITF |  | DSWKNYTDVD |
| CVYMKNVYGG |  | TDSDTFSFAI |  | DLPPVIPTEQ |  | KIEFCISYHA |  | NGQVFWDNND |
| GQNYRIVHVQ |  | WKPDGVQTQM |  | APQDCAFHQT |  | SPKTELESTI |  | FGSPRLASGL |
| FPEWQSWGRM |  | ENLASYR    |  |            |  |            |  |            |

A: Аланін

C: Цистеїн

D: Аспарагінова кислота

E: Глутамінова кислота

F: Фенілаланін

G: Гліцин

H: Гістидин

I: Ізолейцин

K: Лізин

L: Лейцин

M: Метіонін

N: Аспарагін

P: Пролін

Q: Глутамін

R: Аргінін

S: Серин

T: Треонін

V: Валін

W: Триптофан

Задіяний у таких біологічних процесах, як вуглеводний обмін, метаболізм глікогену. 